# Stenogrammitis minutissima
Stenogrammitis minutissima är en stensöteväxtart som först beskrevs av John William Moore, och fick sitt nu gällande namn av Barbara S. Parris. Stenogrammitis minutissima ingår i släktet Stenogrammitis och familjen Polypodiaceae. Inga underarter finns listade.